# FIFAコンフェデレーションズカップ
FIFAコンフェデレーションズカップ（英: FIFA Confederations Cup）は、 かつて国際サッカー連盟（FIFA）によって4年ごとに開催されていた、男子代表チームの国際サッカー大会である。6つの大陸選手権のそれぞれの優勝国と、FIFAワールドカップの優勝国・開催国によって争われ、最大8チームによって争われた。 
1992年にサウジアラビアで開始され、1997年の第3回大会から2017年大会までは国際サッカー連盟（FIFA）によって開催された。各大陸の代表は、それぞれの大陸連盟が主催する大陸選手権大会で決まっていた。日本においては「コンフェデ」や「コンフェデ杯」などと略された。
代替大会としてFIFAクラブワールドカップを2021年から4年に1度開催する予定であったが延期された。

## 概要

### 歴史
1992年に、当時アジアカップのタイトルを保持していたサウジアラビアと、他の大陸王者とを戦わせるという目的で始まった。参加したのは開催国でアジア王者のサウジアラビア、南米王者のアルゼンチン、北中米カリブ海王者のアメリカ合衆国、アフリカ王者のコートジボワールの4か国だった。このころは国際サッカー連盟（FIFA）が主催する大会ではなく、サウジアラビアが開催国として大会を運営しており、大会名もキング・ファハド・カップという名前だった。
1995年に第2回大会が行われ、このとき1992年のアジアカップ（上記第1回大会の直後に行われた）を制した日本と、欧州からデンマークが参加した。1997年に第3回大会が行われ、このときオセアニア王者のオーストラリアも参加し、すべての大陸王者が参加する大会になった。また、大会の管轄がFIFAに移管され、大会名称も現在のFIFAコンフェデレーションズカップに変更となった。1999年に第4回大会が行われ、開催地がメキシコとなり、初めてサウジアラビア以外の国で開催された。
2001年には、翌年のFIFAワールドカップ・日韓大会のプレ公式大会として、第5回大会が日本と韓国で共催された。なお、これ以前のワールドカップのプレ大会は、開催国が独自にプレ親善大会を行っていた。2003年は前回優勝国であるフランスで開催された。しかし、ほぼ中1日間隔という強行日程が問題となった。2005年はFIFAワールドカップ・ドイツ大会のプレ公式大会として、ドイツで開催された。この大会でFIFAワールドカップのプレ公式大会として正式に定義され、以降、翌年のワールドカップ本大会の開催国で開催されていた。
2018年、FIFAのジャンニ・インファンティーノ会長が各大陸の連盟に送った書簡によると、第10回大会のFIFAコンフェデレーションズカップ2017を最後に廃止されることが決まった。理由はファンやスポンサーから支持が得られなかった為と見られている。代替大会としてFIFAクラブワールドカップを2021年から4年に1度の開催とし、コンフェデレーションズカップと同様にFIFAワールドカップのプレ公式大会として、ワールドカップ開催国で前年の6月頃に18日間の日程で開催する予定であったが、延期されている。

### 大会の意義
キング・ファハド・カップがコンフェデレーションズカップとしてFIFAに管轄が移ってから、本大会は2年に1度、世界の勢力図を測るためのもう1つの世界一決定戦として一旦は位置付けられていた。しかし、決勝まで進出するチームはわずか10日から12日の中で5試合を行い、試合間隔は基本的に中1日という、A代表によって争われる国際大会としては異例の過密日程や、当時は国際Aマッチデーが定められておらず、大会の開催期間が欧州のリーグ戦日程と重なるということもあり、出場国のモチベーションが高くなく、一流選手が出場を見送ることも常態化するなど、価値の高い大会とは言えなかった。
2003年の第6回フランス大会では、この超過密日程の影響が最悪の形で現れた。6月26日に行われた準決勝カメルーン対コロンビア戦の試合中にカメルーン代表のマルク・ヴィヴィアン・フォエが試合中にピッチ上で倒れ、そのまま亡くなる事件が発生した。その後の3位決定戦、決勝戦では試合前に黙祷がささげられ、選手全員が喪章をつけて試合に臨むという追悼ムードに包まれたままの大会閉幕になった。この一件により、サッカーにおける過密日程どころか大会の廃止までもが議論の焦点となった。
そこでFIFAは第8回南アフリカ大会からは大会の間隔を従来の2年に1度から4年に1度に変え、開催地を翌年開かれるFIFAワールドカップ・本大会の開催国とした。この決定によって、コンフェデレーションズカップは「FIFAワールドカップのプレ公式大会」としてサッカー界のカレンダーに明確に再定義されることになった。また、試合間隔も2005年の第7回ドイツ大会からは中2日に改められた。

### 賞金
大会の価値を少しでも高めようと、FIFAは比較的高い賞金を支払っており、2009年の第8回南アフリカ大会の賞金総額は1760万ドル（約17億6000万円）で、優勝賞金は375万ドル（約3億7125万円）、2位は325万ドル（約3億2175万円）、3位275万ドル（約2億7225万円）、4位225万ドル（約2億2275万円）、残りの4チームにも140万ドル（約1億3860万円）が支払われた。
第9回ブラジル大会では賞金として、優勝が410万ドル（約3億8000万円）、2位は360万ドル（約3億3000万円）、3位300万ドル（約2億7820万円）、4位250万ドル（約2億3180万円）、残りの4チームには140万ドル（約1億6000万円）、賞金総額2000万ドル（約18億6000万円）を支払う。決勝トーナメント進出国の賞金を上げ、賞金総額は南アフリカ大会よりも14%アップした。

## 各大陸代表選出の大会
| 大陸連盟（地域）           | 選出大会                   |  |
| -------------------------- | -------------------------- |  |
| AFC（アジア）              | AFCアジアカップ            |  |
| CAF（アフリカ）            | アフリカネイションズカップ |  |
| CONCACAF（北中米カリブ海） | CONCACAFゴールドカップ     |  |
| CONMEBOL（南米）           | コパ・アメリカ             |  |
| OFC（オセアニア）          | OFCネイションズカップ      |  |
| UEFA（ヨーロッパ）         | UEFA欧州選手権             |  |

- 基本的に上記6大会の優勝国に、開催国と招待国を加えた8か国で行われていた。招待国は直近のFIFAワールドカップ優勝国や上位進出国、前回大会の優勝国、上記6大会の上位進出国など様々である。6大会の優勝国、開催国、招待国などが重複した場合は複数の国が招待されていた。

## 開催方式
1997年大会以降は、出場チームは8チームとなっており、以下の方式で実施された。それ以前の大会については各大会記事を参照。
グループリーグ
参加8か国をAとBの2つのグループに分け、総当たり1回戦のリーグ戦を実施する。
- 同一連盟から2か国が参加している場合、必ず別のグループに分けられる。
- 各国、3試合で勝敗を決める。
- 勝点は勝利は3点／引き分けは1点／負けは0点
- 勝点、得失点差、総得点の順で各組成績上位の2か国を決め、決勝トーナメントを実施。

決勝トーナメント
準決勝はA組1位とB組2位・A組2位とB組1位が其々対戦。準決勝の敗者で3位決定戦を、勝者で決勝戦を行う。

## 結果
| 回                               | 開催年                   | 開催国                   |                          | 決勝戦                   | 決勝戦                   | 決勝戦                   |                          | 3位決定戦                | 3位決定戦                | 3位決定戦                |                          | 出場 国数                |
| 回                               | 開催年                   | 開催国                   | 優勝                     | 結果                     | 準優勝                   | 3位                      | 結果                     | 4位                      |                          |                          |                          | 出場 国数                |
| キング・ファハド・カップ         | キング・ファハド・カップ | キング・ファハド・カップ | キング・ファハド・カップ | キング・ファハド・カップ | キング・ファハド・カップ | キング・ファハド・カップ | キング・ファハド・カップ | キング・ファハド・カップ | キング・ファハド・カップ | キング・ファハド・カップ | キング・ファハド・カップ | キング・ファハド・カップ |
| -------------------------------- | ------------------------ | ------------------------ | ------------------------ | ------------------------ | ------------------------ | ------------------------ | ------------------------ | ------------------------ | ------------------------ | ------------------------ | ------------------------ | ------------------------ |
| 1                                | 1992年                   | サウジアラビア           |                          | アルゼンチン             | 3 - 1                    | サウジアラビア           |                          | アメリカ合衆国           | 5 - 2                    | コートジボワール         |                          | 4                        |
| 2                                | 1995年                   | サウジアラビア           | デンマーク               | 2 - 0                    | アルゼンチン             | メキシコ                 | 1 - 1 aet (PK 5 - 4)     | ナイジェリア             | 6                        |                          |                          |                          |
| FIFAコンフェデレーションズカップ |                          |                          |                          |                          |                          |                          |                          |                          |                          |                          |                          |                          |
| 3                                | 1997年                   | サウジアラビア           |                          | ブラジル                 | 6 - 0                    | オーストラリア           |                          | チェコ                   | 1 - 0                    | ウルグアイ               |                          | 8                        |
| 4                                | 1999年                   | メキシコ                 | メキシコ                 | 4 - 3                    | ブラジル                 | アメリカ合衆国           | 2 - 0                    | サウジアラビア           | 8                        |                          |                          |                          |
| 5                                | 2001年                   | 日本 / 韓国              | フランス                 | 1 - 0                    | 日本                     | オーストラリア           | 1 - 0                    | ブラジル                 | 8                        |                          |                          |                          |
| 6                                | 2003年                   | フランス                 | フランス                 | 1 - 0 GG                 | カメルーン               | トルコ                   | 2 - 1                    | コロンビア               | 8                        |                          |                          |                          |
| 7                                | 2005年                   | ドイツ                   | ブラジル                 | 4 - 1                    | アルゼンチン             | ドイツ                   | 4 - 3 aet                | メキシコ                 | 8                        |                          |                          |                          |
| 8                                | 2009年                   | 南アフリカ共和国         | ブラジル                 | 3 - 2                    | アメリカ合衆国           | スペイン                 | 3 - 2 aet                | 南アフリカ共和国         | 8                        |                          |                          |                          |
| 9                                | 2013年                   | ブラジル                 | ブラジル                 | 3 - 0                    | スペイン                 | イタリア                 | 2 - 2 aet (PK 3 - 2)     | ウルグアイ               | 8                        |                          |                          |                          |
| 10                               | 2017年                   | ロシア                   | ドイツ                   | 1 - 0                    | チリ                     | ポルトガル               | 2 - 1 aet                | メキシコ                 | 8                        |                          |                          |                          |

- 略号
  - aet - 延長戦終了時の結果
  - GG - ゴールデンゴールによる結果
  - PK - PK戦による結果

## 統計

### 代表別通算成績
| 順 | 国・地域名       | 出 | 優 | 準 | 三 | 四 | 試 | 勝 | 分 | 敗 | 点 | 得 | 失 | 差  |
| -- | ---------------- | -- | -- | -- | -- | -- | -- | -- | -- | -- | -- | -- | -- | --- |
| 1  | ブラジル         | 7  | 4  | 1  | 0  | 1  | 33 | 23 | 5  | 5  | 74 | 78 | 28 | +50 |
| 2  | メキシコ         | 7  | 1  | 0  | 1  | 2  | 27 | 11 | 6  | 10 | 39 | 44 | 43 | +1  |
| 3  | フランス         | 2  | 2  | 0  | 0  | 0  | 10 | 9  | 0  | 1  | 27 | 24 | 5  | +19 |
| 4  | ドイツ           | 3  | 1  | 0  | 1  | 0  | 13 | 8  | 2  | 3  | 26 | 29 | 22 | +7  |
| 5  | スペイン         | 2  | 0  | 1  | 1  | 0  | 10 | 7  | 1  | 2  | 22 | 26 | 8  | +18 |
| 6  | アメリカ合衆国   | 4  | 0  | 1  | 2  | 0  | 15 | 6  | 1  | 8  | 19 | 20 | 20 | 0   |
| 7  | アルゼンチン     | 3  | 1  | 2  | 0  | 0  | 10 | 5  | 3  | 2  | 18 | 22 | 14 | +8  |
| 8  | オーストラリア   | 4  | 0  | 1  | 1  | 0  | 16 | 5  | 3  | 8  | 18 | 17 | 25 | -8  |
| 9  | 日本             | 5  | 0  | 1  | 0  | 0  | 16 | 5  | 2  | 9  | 17 | 19 | 25 | -6  |
| 10 | ウルグアイ       | 2  | 0  | 0  | 0  | 2  | 10 | 5  | 1  | 4  | 16 | 22 | 13 | +9  |
| 11 | カメルーン       | 3  | 0  | 1  | 0  | 0  | 11 | 4  | 2  | 5  | 14 | 7  | 11 | -4  |
| 12 | ポルトガル       | 1  | 0  | 0  | 1  | 0  | 5  | 3  | 2  | 0  | 11 | 9  | 3  | +6  |
| 13 | イタリア         | 2  | 0  | 0  | 1  | 0  | 8  | 3  | 2  | 3  | 11 | 13 | 15 | -2  |
| 14 | サウジアラビア   | 4  | 0  | 1  | 0  | 1  | 12 | 3  | 1  | 8  | 10 | 13 | 31 | -18 |
| 15 | ナイジェリア     | 2  | 0  | 0  | 0  | 1  | 6  | 2  | 2  | 2  | 8  | 11 | 7  | +4  |
| 16 | デンマーク       | 1  | 1  | 0  | 0  | 0  | 3  | 2  | 1  | 0  | 7  | 5  | 1  | +4  |
| 17 | チェコ           | 1  | 0  | 0  | 1  | 0  | 5  | 2  | 1  | 2  | 7  | 10 | 7  | +3  |
| 18 | トルコ           | 1  | 0  | 0  | 1  | 0  | 5  | 2  | 1  | 2  | 7  | 8  | 8  | 0   |
| 19 | チリ             | 1  | 0  | 1  | 0  | 0  | 5  | 1  | 3  | 1  | 6  | 4  | 3  | +1  |
| 20 | コロンビア       | 1  | 0  | 0  | 0  | 1  | 5  | 2  | 0  | 3  | 6  | 5  | 5  | 0   |
| 21 | 韓国             | 1  | 0  | 0  | 0  | 0  | 3  | 2  | 0  | 1  | 6  | 3  | 6  | -3  |
| 22 | 南アフリカ共和国 | 2  | 0  | 0  | 0  | 1  | 8  | 1  | 2  | 5  | 5  | 9  | 13 | -4  |
| 23 | エジプト         | 2  | 0  | 0  | 0  | 0  | 6  | 1  | 2  | 3  | 5  | 9  | 16 | -7  |
| 24 | ロシア           | 1  | 0  | 0  | 0  | 0  | 3  | 1  | 0  | 2  | 3  | 3  | 3  | 0   |
| 25 | チュニジア       | 1  | 0  | 0  | 0  | 0  | 3  | 1  | 0  | 2  | 3  | 3  | 5  | -2  |
| 26 | アラブ首長国連邦 | 1  | 0  | 0  | 0  | 0  | 3  | 1  | 0  | 2  | 3  | 2  | 8  | -6  |
| 27 | ボリビア         | 1  | 0  | 0  | 0  | 0  | 3  | 0  | 2  | 1  | 2  | 2  | 3  | -1  |
| 28 | イラク           | 1  | 0  | 0  | 0  | 0  | 3  | 0  | 2  | 1  | 2  | 0  | 1  | -1  |
| 29 | ギリシャ         | 1  | 0  | 0  | 0  | 0  | 3  | 0  | 1  | 2  | 1  | 0  | 4  | -4  |
| 30 | カナダ           | 1  | 0  | 0  | 0  | 0  | 3  | 0  | 1  | 2  | 1  | 0  | 5  | -5  |
| 31 | ニュージーランド | 4  | 0  | 0  | 0  | 0  | 12 | 0  | 1  | 11 | 1  | 3  | 32 | -29 |
| 32 | コートジボワール | 1  | 0  | 0  | 0  | 1  | 2  | 0  | 0  | 2  | 0  | 2  | 9  | -7  |
| 33 | タヒチ           | 1  | 0  | 0  | 0  | 0  | 3  | 0  | 0  | 3  | 0  | 1  | 24 | -23 |

- データは2017年ロシア大会終了時点
- 太字は優勝経験のある国・地域で、太数字は最多記録
- 国・地域名は現在の名称で統一した
- 順位は通算勝点の多い順で、通算勝点が同数の場合は得失点差の優れた方を、得失点差も同数の場合は総得点の多い方を上にした
- PK戦で決着がついた試合は記録上引き分けとなる

### 通算優勝回数
| 回数 | 国名         | 年                  |
| ---- | ------------ | ------------------- |
| 4回  | ブラジル     | 1997,2005,2009,2013 |
| 2回  | フランス     | 2001,2003           |
| 1回  | アルゼンチン | 1992                |
| 1回  | デンマーク   | 1995                |
| 1回  | メキシコ     | 1999                |
| 1回  | ドイツ       | 2017                |

### 個人通算得点
| 順位 | 選手名                       | 得点数 |
| ---- | ---------------------------- | ------ |
| 1    | クアウテモク・ブランコ       | 9      |
| 1    | ロナウジーニョ               | 9      |
| 3    | フェルナンド・トーレス       | 8      |
| 4    | ロマーリオ                   | 7      |
| 4    | アドリアーノ                 | 7      |
| 6    | マゾウク・アル・オタイビ     | 6      |
| 6    | ダビド・ビジャ               | 6      |
| 8    | ヴラディミール・シュミツェル | 5      |
| 8    | ロベール・ピレス             | 5      |
| 8    | ジョン・アロイージ           | 5      |
| 8    | アレクサンドロ・デ・ソウザ   | 5      |
| 8    | ルイス・ファビアーノ         | 5      |
| 8    | フレッジ                     | 5      |

## 表彰

### ゴールデンボール（大会最優秀選手）
| 大会 | ゴールデンボール       | シルバーボール           | ブロンズボール               |
| ---- | ---------------------- | ------------------------ | ---------------------------- |
| 1997 | デニウソン             | ロマーリオ               | ヴラディミール・シュミツェル |
| 1999 | ロナウジーニョ         | クアウテモク・ブランコ   | マゾウク・アル・オタイビ     |
| 2001 | ロベール・ピレス       | パトリック・ヴィエラ     | 中田英寿                     |
| 2003 | ティエリ・アンリ       | トゥンジャイ・シャンル   | マルク＝ヴィヴィアン・フォエ |
| 2005 | アドリアーノ           | フアン・ロマン・リケルメ | ロナウジーニョ               |
| 2009 | カカ                   | ルイス・ファビアーノ     | クリント・デンプシー         |
| 2013 | ネイマール             | アンドレス・イニエスタ   | パウリーニョ                 |
| 2017 | ユリアン・ドラクスラー | アレクシス・サンチェス   | レオン・ゴレツカ             |

### ゴールデンシューズ（得点王）
| 大会 | ゴールデンシューズ     | 得点数 | シルバーシューズ             | 得点数 | ブロンズシューズ         | 得点数 |
| ---- | ---------------------- | ------ | ---------------------------- | ------ | ------------------------ | ------ |
| 1997 | ロマーリオ             | 7      | ヴラディミール・シュミツェル | 5      | ロナウド                 | 4      |
| 1999 | ロナウジーニョ         | 6      | クアウテモク・ブランコ       | 6      | マゾウク・アル・オタイビ | 6      |
| 2001 | ロベール・ピレス       | 2      | エリック・カリエール         | 2      | 黄善洪                   | 2      |
| 2003 | ティエリ・アンリ       | 4      | トゥンジャイ・シャンル       | 3      | 中村俊輔                 | 3      |
| 2005 | アドリアーノ           | 5      | ミヒャエル・バラック         | 4      | ジョン・アロイージ       | 4      |
| 2009 | ルイス・ファビアーノ   | 5      | フェルナンド・トーレス       | 3      | ダビド・ビジャ           | 3      |
| 2013 | フェルナンド・トーレス | 5      | フレッジ                     | 5      | ネイマール               | 4      |
| 2017 | ティモ・ヴェルナー     | 3      | レオン・ゴレツカ             | 3      | ラース・シュティンドル   | 3      |

### ゴールデングローブ（最優秀GK）
| 大会 | 受賞者                 |
| ---- | ---------------------- |
| 2005 | オスワルド・サンチェス |
| 2009 | ティム・ハワード       |
| 2013 | ジュリオ・セザル       |
| 2017 | クラウディオ・ブラーボ |

### フェアプレー賞
| 大会 | 受賞国                      |
| ---- | --------------------------- |
| 1997 | 南アフリカ共和国            |
| 1999 | ニュージーランド / ブラジル |
| 2001 | 日本                        |
| 2003 | 日本                        |
| 2005 | ギリシャ                    |
| 2009 | ブラジル                    |
| 2013 | スペイン                    |
| 2017 | ドイツ                      |